# Casa della Civetta
Het Casa della Civetta (Italiaans voor "huis van de uil") is een natuurpark in de provincie Perugia, Umbrië, Italië, tussen de frazzione Mugnano en Fontignano, op ongeveer 5 km afstand van het Lago Trasimeno. Het park staat bekend als broedplaats van diverse soorten uilen, waaronder de velduil, steenuil, ransuil en dwergooruil.
De bebouwing stamt uit 1600 en wordt thans gebruikt als bewoning. De begroeiing en de ligging bieden met name uilen een veilige omgeving. Bekend is dat er agrarische bedrijven gevestigd zijn geweest in de voorgaande eeuwen. Het complex wordt schoongehouden van pesticiden.